# Герма

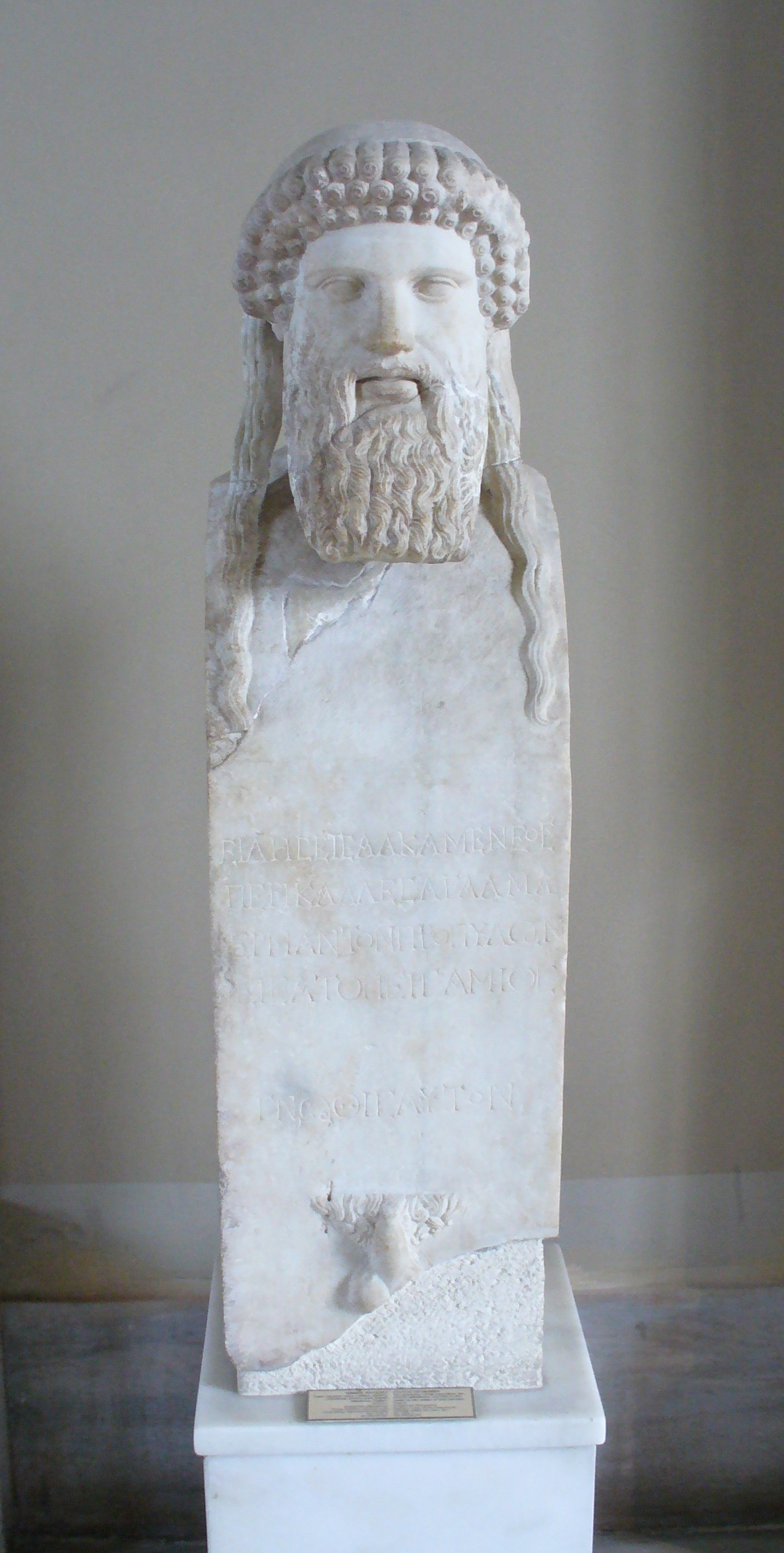
«Гермес Пропилей (Привратный)», герма, приписываемая Алкамену (V век до н. э.). Археологический музей Стамбула

Ге́рма (др.-греч. ἔρμα — подпора, столб) — особый вид скульптур, представляющих собой четырёхгранную колонну, увенчанную изображением головы или бюстом. В Древней Элладе гермы служили путевыми и межевыми знаками, а также указателями на дорогах, фетишами — охранителями дорог, границ, ворот, а также надгробными обелисками. Первоначально на них изображали Гермеса. Впоследствии на гермах стали помещать и других богов и героев. В Древнем Риме гермы использовали в качестве пограничных знаков.
Повреждение герм считалось тяжким святотатством. Их массовое разрушение в Афинах в 415 году до н. э. имело значительные последствия, повлиявшие на весь ход Пелопоннесской войны между Афинами и Спартой.
В Новое и Новейшее время гермы стали стандартным элементом классического архитектурного стиля, в основе которого лежат идеи античности.

## Гермы в Античности

### Происхождение. Внешний вид

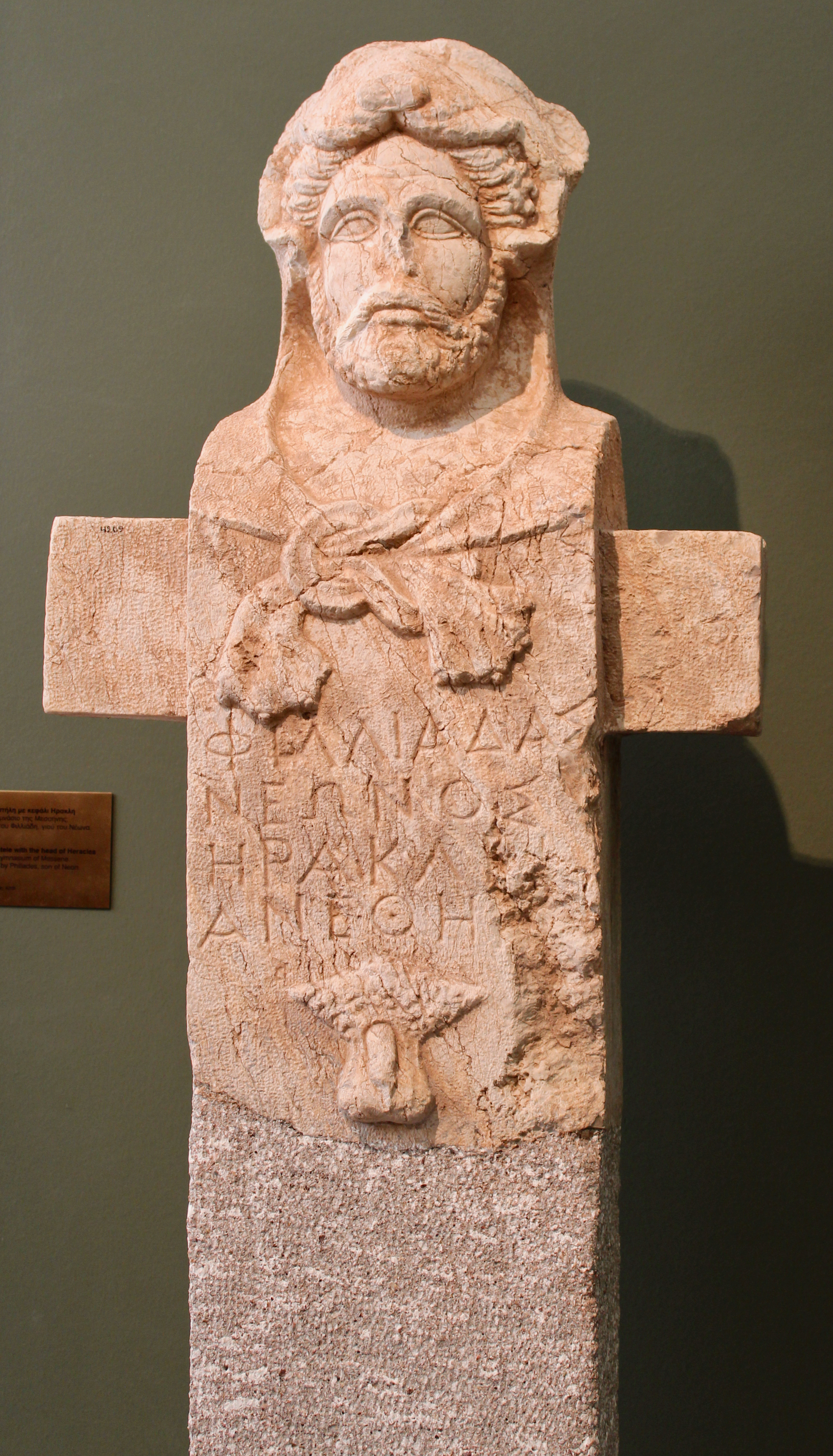
Герма с изображением Геракла. Античная Мессена

Герма — особый вид скульптур, представляющих собой четырёхгранную колонну, увенчанную изображением головы или бюстом.
Первоначально на гермах изображали Гермеса. Существует несколько толкований данного факта. Возможно, на заре появления элладской цивилизации в гермах нашёл отображение первоначальный фаллический культ Гермеса как бога плодородия. Эту версию подтверждают изображения фаллоса в нижней части гермы. Геродот утверждал, что такие изображения Гермеса делали ещё пеласги, — народ, населявший Грецию до возникновения Микенской цивилизации в XVI веке до н. э. С гермами связана этимология имени олимпийского бога Гермеса, одной из форм именования которого был «Гермаон». Либо гермы получили своё название, так как изображали Гермеса, либо Гермес получил своё имя, так как был изображён на гермах. Ещё по одной версии, первоначально для поклонения Гермесу использовались олицетворявшие его кучи камней. Исходя из функций данного бога как покровителя путешественников и торговли, камни особенно часто располагали на дорогах, перекрёстках, границах областей. Путник в этом месте должен был добавить камень либо принести жертву Гермесу. Впоследствии, по мере развития общества, груды камней заменили четырёхгранные примитивные статуи-гермы.
По высоте гермы были в человеческий рост или ниже. Их могли изготавливать из камня, бронзы и дерева. Стояли они либо непосредственно на земле, либо на каменной основе, в виде отдельно расположенной скульптуры, либо в составе архитектурной декоративной и/или культовой композиции.

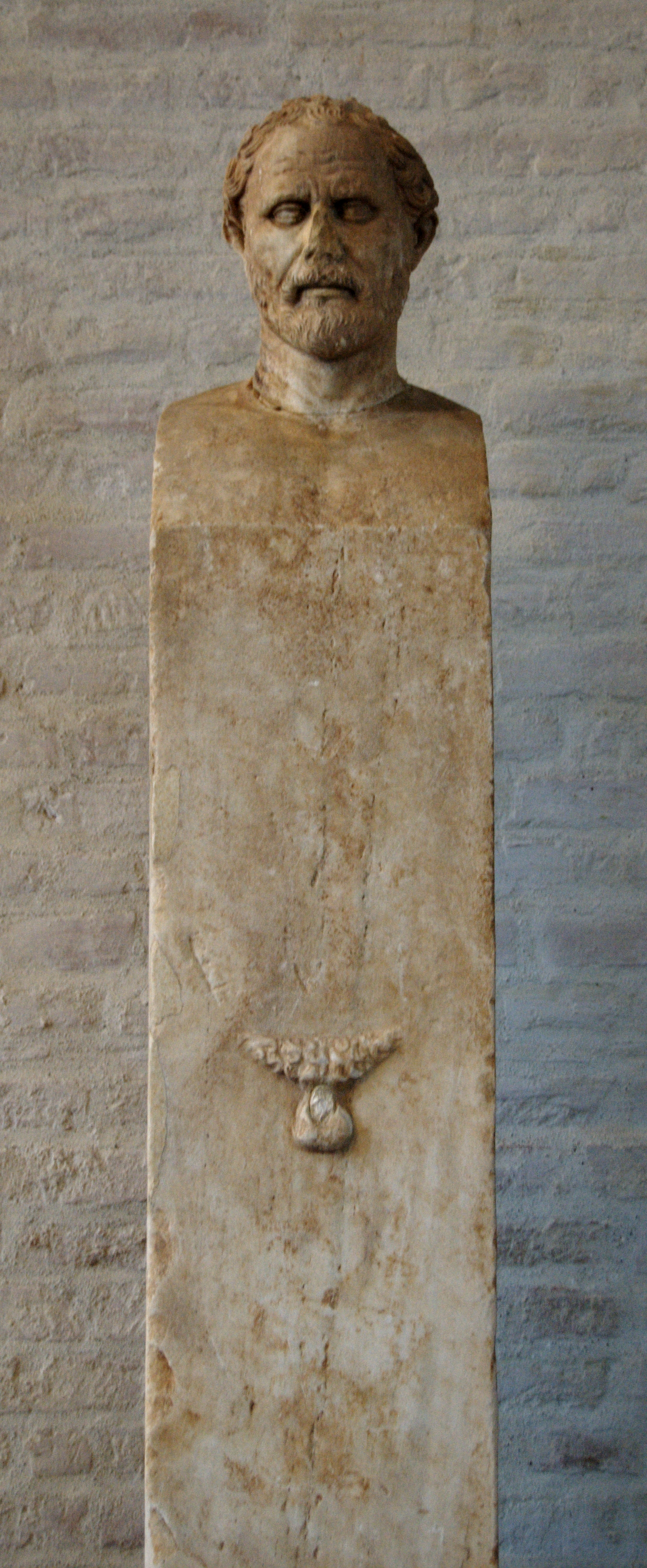
Копия античной афинской гермы с Демосфеном работы Полиевкта. Мюнхенская глиптотека

Впоследствии на гермах стали помещать и других богов и героев, таких как Дионис, Геракл и других. В Риме, где гермы использовали в качестве пограничных знаков, их наиболее часто украшали изображениями бога границ Термина, Фавна и Сильвана. Изображения могли быть сдвоенными. В таких случаях гермы получали специальные названия — гермафина (Гермес и Афина), гермеракл (Гермес и Геракл), гермарес (Гермес и Арес) и др. Имелась особая форма герм с Афродитой. На Кипре существовал культ Афродитоса, которого изображали в виде гермы с женским телом и лицом с бородой. В V веке до н. э. культ Афродитоса прижился в Афинах, после чего трансформировался в представление о двуполом сыне Гермеса и Афродиты Гермафродите. В V веке до н. э. появились гермы с реальными людьми, преимущественно политиками, государственными деятелями и философами.

### Места расположения
В силу чрезвычайного разнообразия функций Гермеса, культового и декоративного значения герм, их размещали в различных местах. Наиболее характерными местами расположения герм были дороги, улицы и площади, границы, как государственные, так и конкретного дома перед воротами, рыночные площади.
Дороги. Гермес был богом-покровителем путешественников, поэтому гермы с его изображением часто располагали на дорогах. Так, Павсаний описывает герму Гермеса Долия («Хитрого») на пути в ахейскую Пеллену, которой путешественники возносили молитвы, так как верили в её чудодейственные свойства. Согласно Платону, Гиппарх, сын Писистрата, установил в Аттике гермы, отмечавшие полпути между Афинами и каждым из окружающих поселений. Их особенностью были надписи: на левой стороне — указание, что знак стоит посередине пути между Афинами и демом таким-то, на правой — поучительное стихотворение, по типу: «Правило Гиппарха: водись помыслом правды» или «Правило Гиппарха: друга не обманывай». Такие гермы можно считать «прародителями» верстовых столбов и современных километровых указателей.
Улицы и площади. Наиболее известной была площадь Гермов в Афинах рядом с афинской агорой со стороны царской и расписной стой.

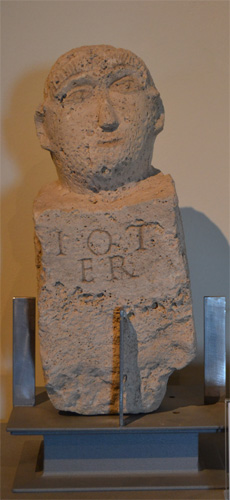
Античный римский пограничный знак — герма с богом границ Термином. Общественный музей Амелии

Границы областей и частных домовладений. На границах областей гермы выполняли роль не только межевых знаков, но и фетиша, охранителя области от зла извне. Из античных источников дошли указания на нахождение герм на границах между Лакедемоном и подконтрольными Тегее и Аргосу землями, Мессенией и Мегалополем. Герму перед воротами называли Гермесом-Пропилеем, или «привратным».
Рыночные площади. Гермы часто размещали на рыночных площадях, так как на них изображали бога торговли Гермеса-Агорея («Рыночного»). С некоторыми из них были связаны местные легенды. Так в ахейском городе Фары на рыночной площади стояла герма, перед которой находился жертвенник. Вечером к герме приходили паломники, совершали жертвоприношение, после чего шептали в ухо Гермеса на герме вопрос. После этого паломник затыкал уши, уходил за пределы площади, и только после этого отжимал руки от ушей. Первое услышанное слово, по его мнению, и было ответом бога на заданный вопрос.
Надгробные знаки. Размещение герм над захоронениями было тесно связано с представлением о Гермесе-Психопомпе, боге — проводнике душ в царство мёртвых.
С течением времени, в эпоху эллинизма, гермы постепенно утрачивали своё культовое значение, превратившись к концу существования Римской империи в элемент декора. С этой целью их могли устанавливать в библиотеках, гимнасиях, палестрах и даже цирках.

### Разрушение афинских герм и процесс гермокопидов

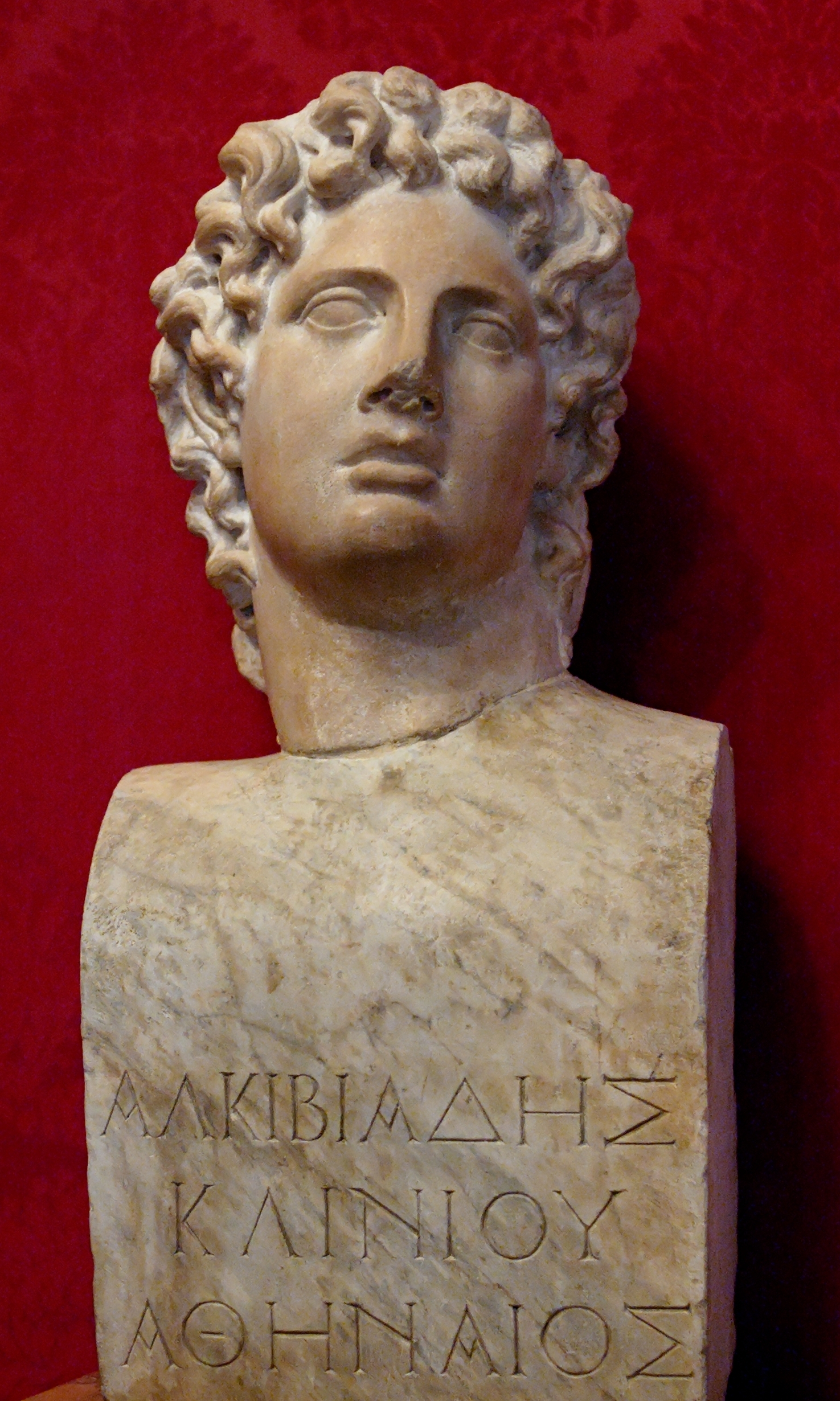
Герма с Алкивиадом IV века до н. э. Капитолийский музей, Ватикан

Повреждение герм в Древней Элладе считалось тяжким святотатством. Их массовое повреждение в Афинах в 415 году до н. э. имело значительные последствия и повлияло на их тяжёлое поражение в Сицилийской экспедиции 415—413 годах до н. э., а затем и в Пелопоннесской войне со Спартой.
Незадолго до начала Сицилийской экспедиции под руководством Алкивиада в одну ночь были уничтожены многочисленные мраморные гермы как на площади Гермов, так и перед частными домами и святилищами. Жители города были возмущены святотатством, а также напуганы присутствием в городе партии, готовой на такие действия. Наиболее рациональное предположение состояло в том, что коринфяне таким образом стремились сорвать отплытие флота и предотвратить грозящие Сиракузам — их колониальному городу — бедствия войны.
Политические враги Алкивиада воспользовались ситуацией, обвинив последнего в осквернении святынь. Полководцу припомнили его экстравагантный образ жизни и безбожие. Алкивиад на народном собрании потребовал строжайшего расследования, чтобы в случае изобличения подвергнуться наказанию. Враги политика, видя, что он может победить, предложили отложить расследование до возвращения флота. Алкивиад тщетно умолял граждан вначале расследовать дело, и лишь после начинать экспедицию. Он указывал, что такое обвинение будет тяготеть над главнокомандующим и негативно скажется на моральном духе войска. Однако его аргументы не были услышаны, и большинство афинян проголосовали за начало похода под предводительством Алкивиада и отсрочку расследования о разрушении герм.
Алкивиад с флотом был вынужден начать экспедицию. В Сицилии ему удалось наладить грамотную осаду Сиракуз. В самих же Афинах настроение переменилось. Враги Алкивиада сумели убедить граждан возобновить расследование. На основании доносов за главнокомандующим было отправлено судно «Саламиния» с приказом доставить его обратно в город. Алкивиад был вынужден подчиниться. На обратном пути, не ожидая ничего хорошего, он бежал в Лакедемон. Афиняне, узнав об этом, объявили Алкивиада виновным и приговорили к смертной казни с конфискацией всего имущества. Сам же Алкивиад попросил убежища у главных врагов Афин — Спарты. В обмен он пообещал Спарте оказать ряд услуг. Благодаря его советам на помощь Сиракузам отплыл отряд воинов под командованием Гилиппа, что в конечном итоге и привело к полному поражению афинян.

## Гермы в Новое и Новейшее время

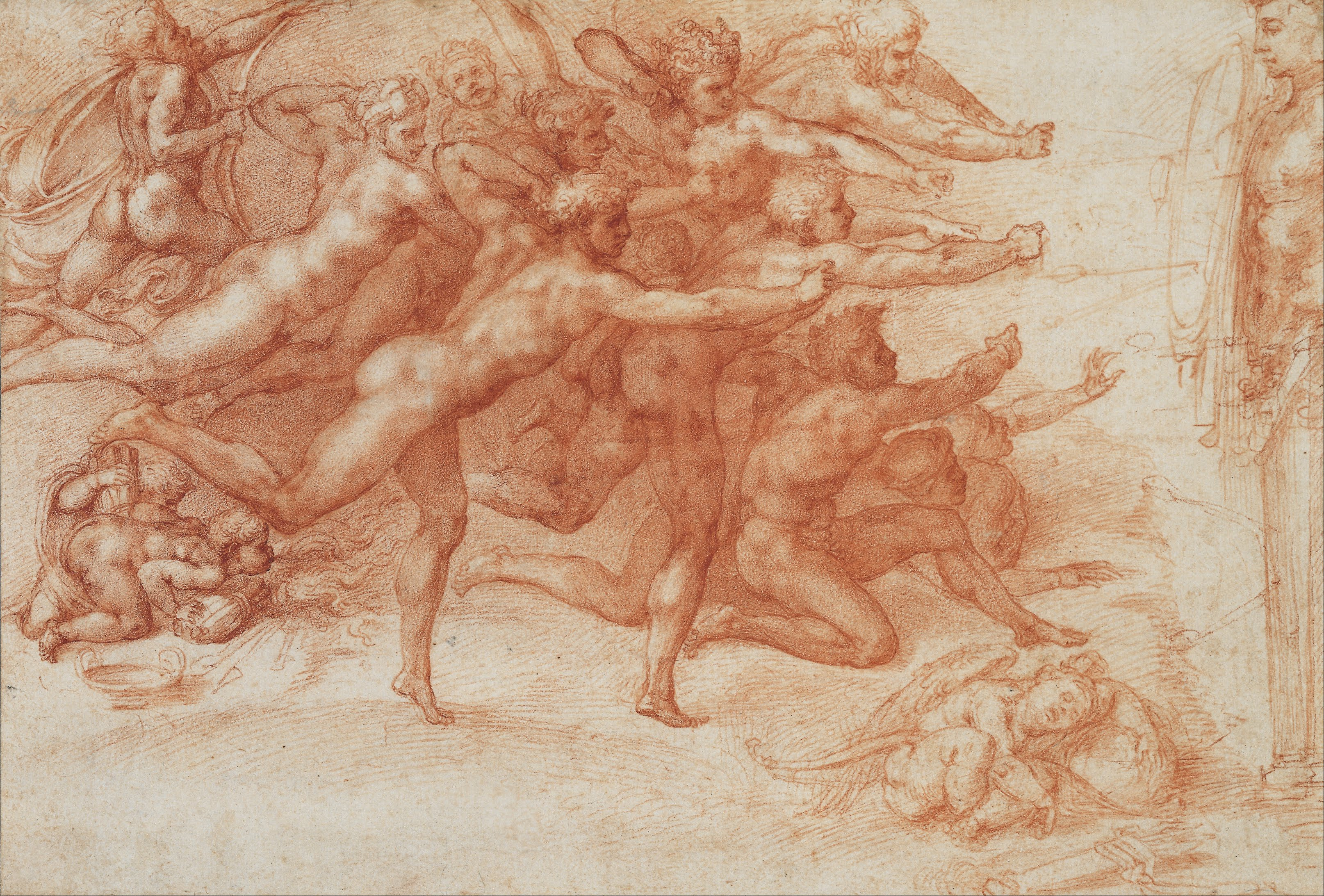
«Лучники стреляют в герму», рисунок Микеланджело Буанаротти (1530—1533). Королевская коллекция

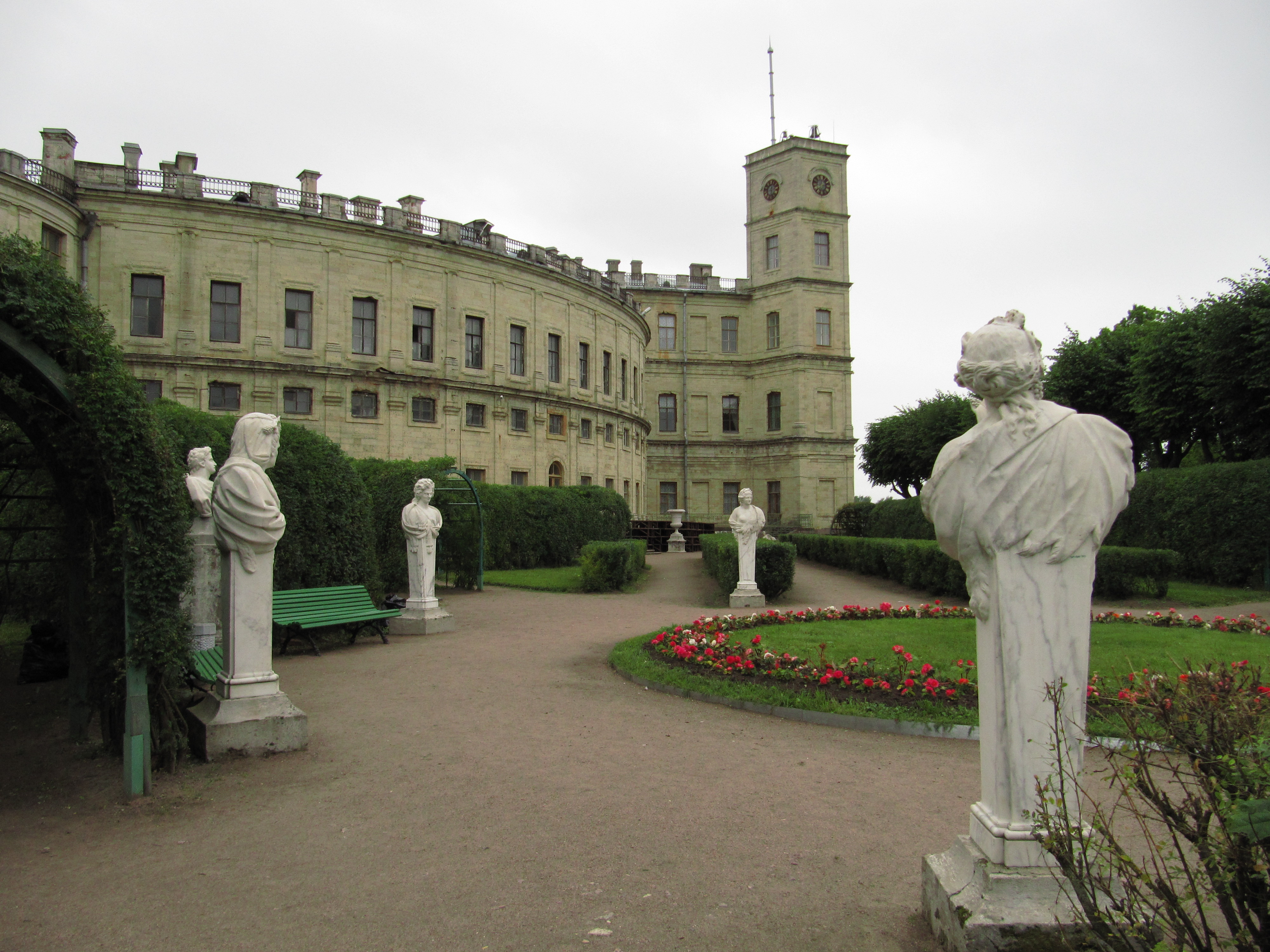
Гермы вакханок и сатиров в Собственном саду Гатчинского дворца (XVI век)

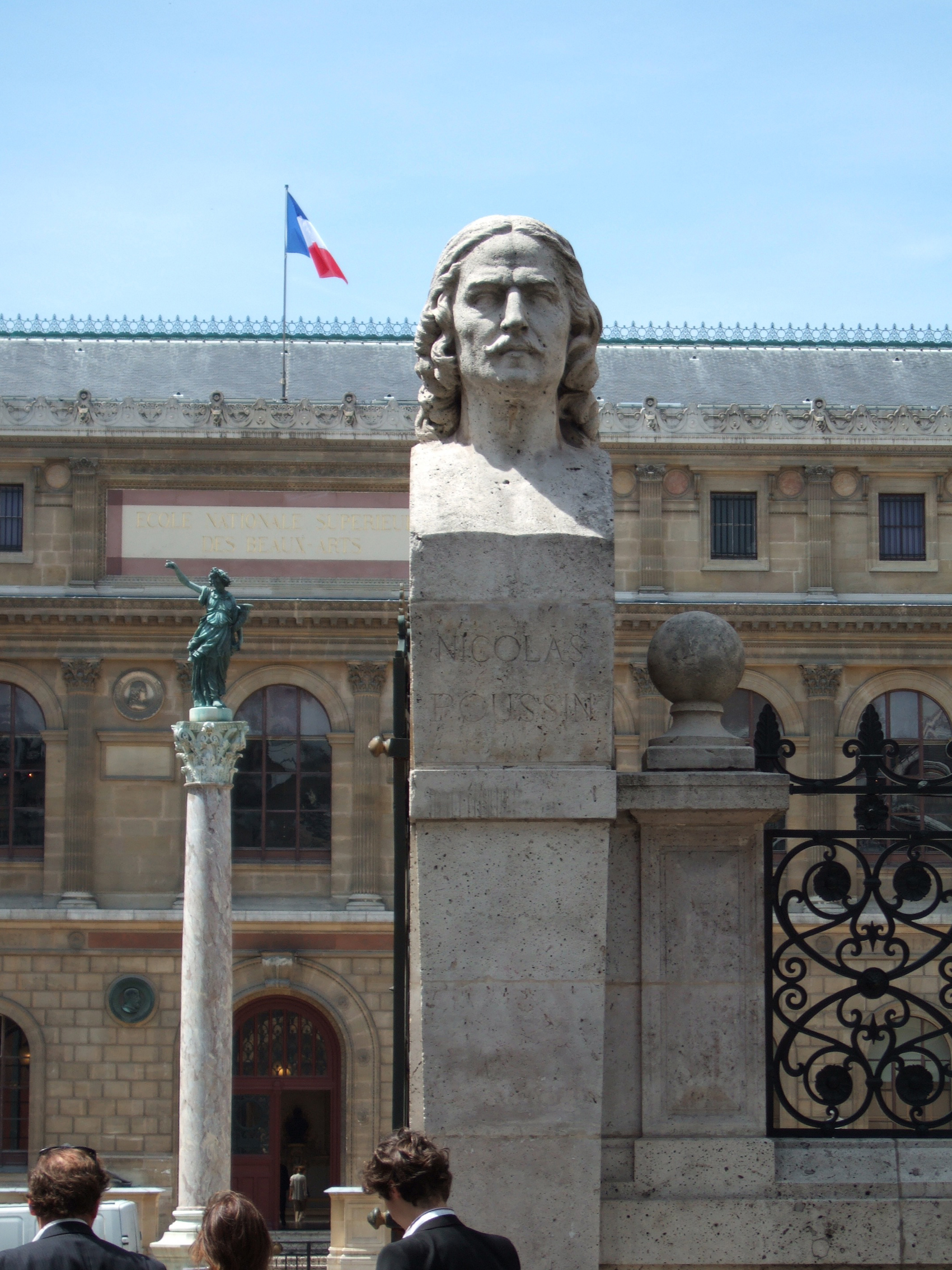
Герма Никола Пуссена при входе в Национальную высшую школу изящных искусств в Париже

Гермами на данный момент называют любой конусообразный прямоугольный каменный столб, увенчанный портретным бюстом. Более того, герма стала стандартным элементом классического архитектурного стиля, в основе которого лежат идеи античности.
Возврат к античности вначале носил характер коллекционирования античных артефактов, в том числе и герм. Впоследствии их начали воспроизводить, привнося свойственные времени изменения и дополнения. Начиная с Ренессанса основу гермы, в отличие от античной, стали прикрывать ниспадающей с бюста одеждой. Саму герму могли использовать не как самостоятельную скульптуру, а в качестве встроенной композиции. Герму могут путать с термом. Главным отличием гермы от терма является неприспособленность к выполнению роли подставки или опоры.
Также гермы стали изображать на картинах и рисунках со сценами из античности. К таковым относятся «Две женщины стоят напротив гермы» Филиппино Липпи (1488), «Чудо раба» Тинторетто (1548), «Вертумн и Помона» Доменико Фетти (1621—1623), «Танец под музыку времени» Н. Пуссена 1632—1633, «Лучники стреляют в герму» Микеланджело Буанаротти (1530—1533) и др.
С XVI века гермы стали распространённым видом декоративной и парковой скульптуры. К наиболее известным зданиям и архитектурным композициям с гермами относят монетный двор Венеции, саркофаг Джироламо Фосса в кафедральном соборе Реджо-нель-Эмилии, дворец Фальконери архитектора Франческо Борромини в Риме, здание Шелдоновского театра в Оксфорде архитектора Кристофера Рена, Национальную высшую школу изящных искусств в Париже, парк дворца Сан-Суси в Потсдаме, набережную Виктории в Лондоне, здание вокзала в Хельсинки, Херст-касл в Калифорнии. В России гермы встречаются редко. Их можно увидеть в Собственном саду Гатчинского дворца под Санкт-Петербургом, где они появились во время правления Павла I.